# Leonardo Cortese
Leonardo Cortese (24 de maio de 1916 — 31 de outubro de 1984) foi um ator e diretor italiano. Como ator, apareceu em 39 filmes entre 1938 e 1962. Também dirigiu oito filmes entre 1952 e 1967. Nasceu e faleceu em Roma, Itália.